# Cama caja

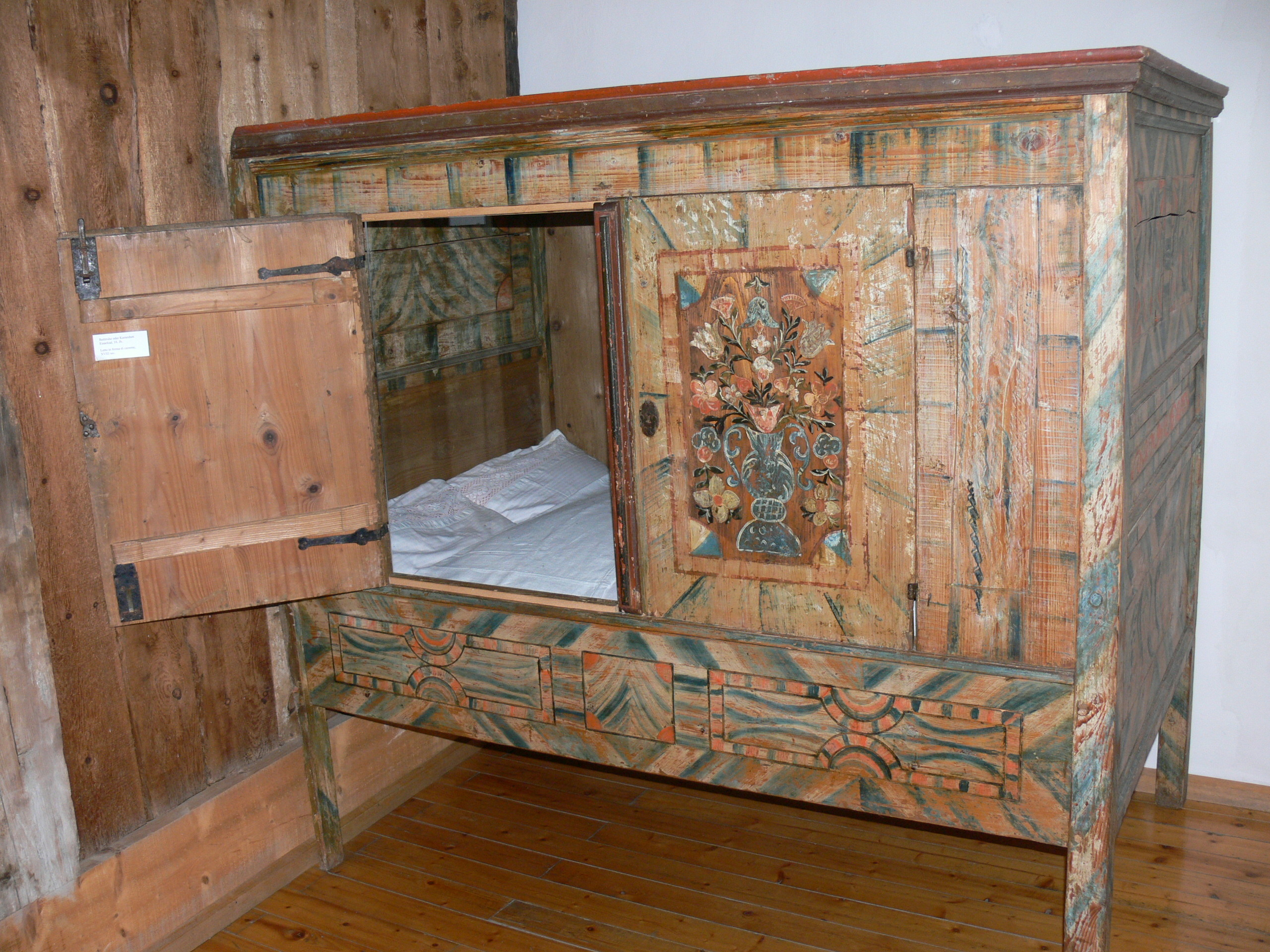
Cama caja en Austria.

Una cama caja también conocida como cama cerrada, es un tipo antiguo de cama que parece un armario. Apareció en la Edad Media y fue común en el norte y centro de Europa hasta el siglo XIX.
La cama caja estaba cerrada por los cuatro lados por paredes de madera a modo de cajón. Se entraba en ellas apartando unas cortinas, abriendo una puerta de bisagra o una puerta deslizante. La cama podía ser exenta y tener patas cortas, para evitar la humedad del suelo, o estar empotrada en un hueco en la pared.
Delante de la cama caja a menudo se colocaba un gran arcón de roble, con la misma longitud que la cama. Este era siempre un "asiento de honor", y servía también para subir a la cama. También se utilizaba para guardar ropa, ropa interior y de cama.

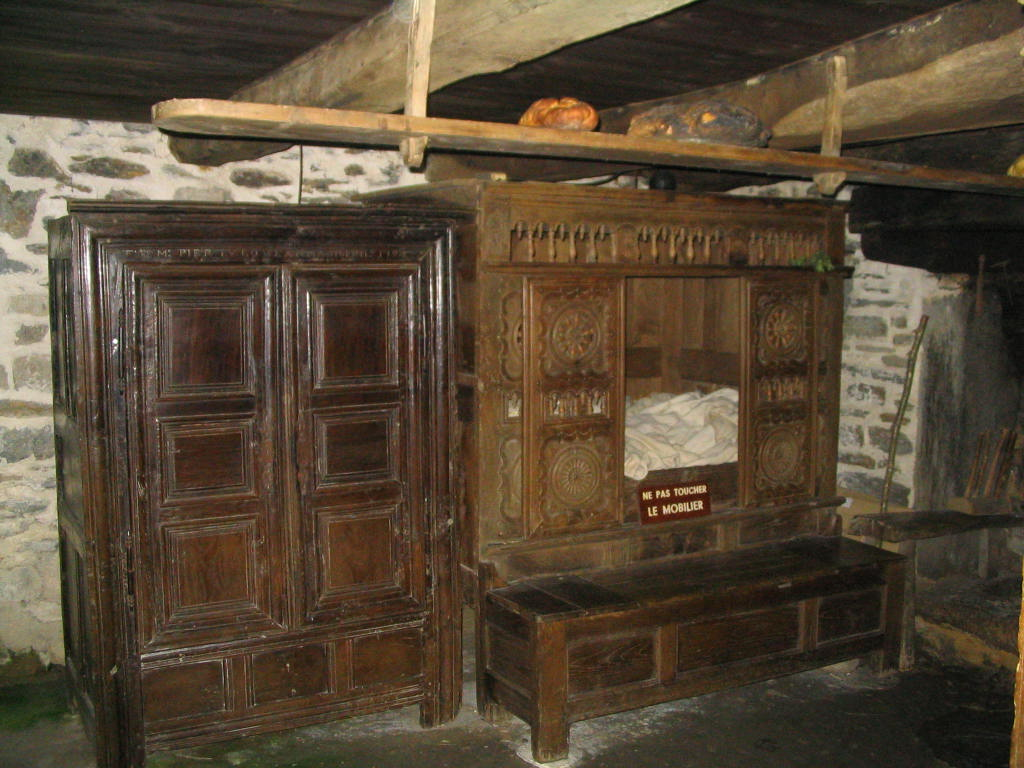
Cama cerrada en Finisterre (Francia).

Como las casas más humildes normalmente solo tenían una habitación, la cama caja empotrada permitía alguna intimidad y ayudaba a mantener a las personas calientes durante el invierno, al retener el calor corporal del usuario.
A veces, tenían dos pisos. En este caso, los jóvenes dormían arriba. Fue el principal mueble en las casas rurales y granjas hasta finales del siglo XIX, a menudo tallada o pintada, era el orgullo de la familia. Luego se fueron abandonando al ser caras de fabricar y pasar de moda. A lo largo del siglo XX las más hermosas acabaron en museos, mientras otras fueron aprovechadas como aparadores, armarios o incluso vitrina para el televisor.

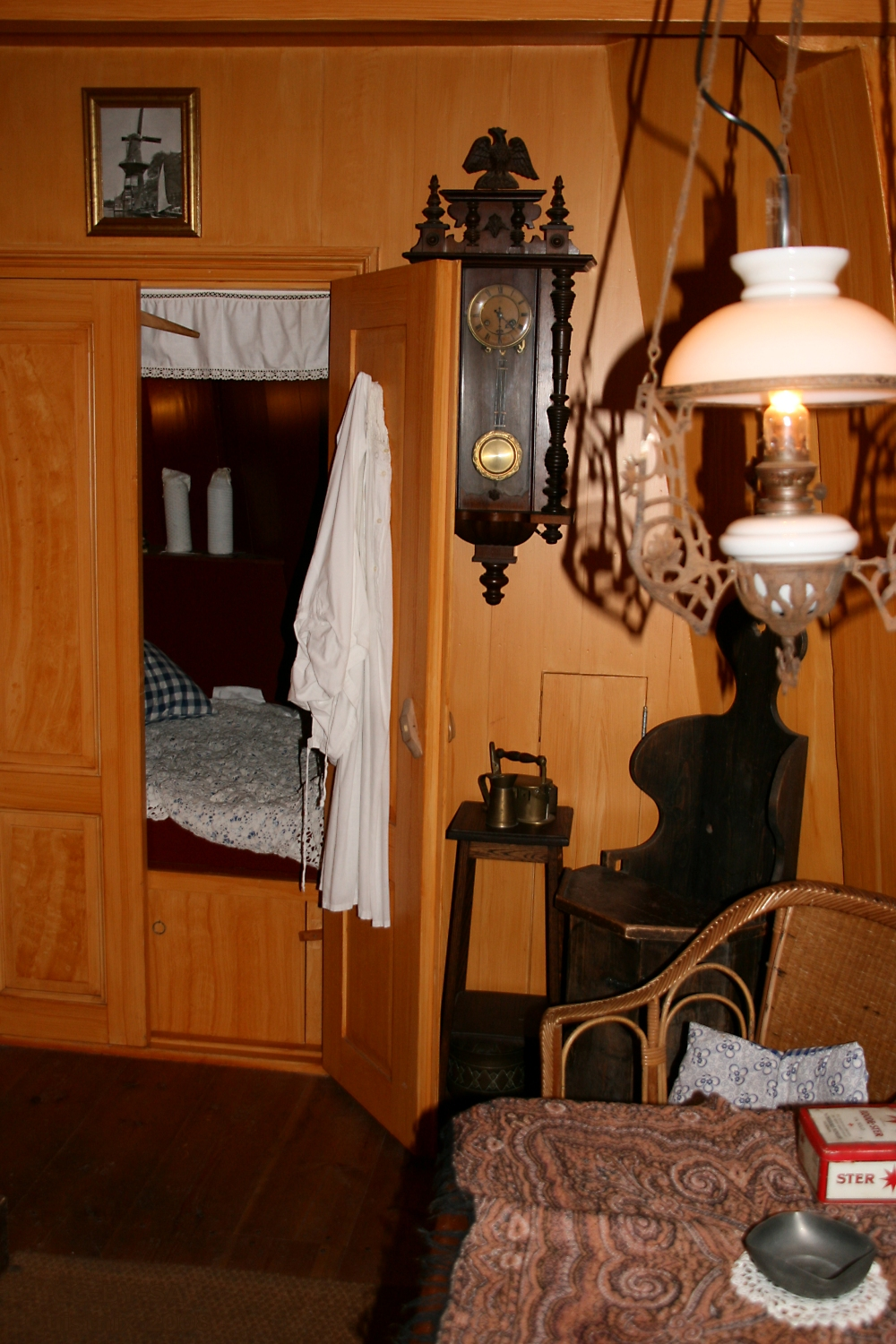
Una bedstede (cama cerrada) holandesa.

El deber de una madre por Pieter de Hooch muestra una mujer despiojando a su hija delante de una cama caja empotrada alta.
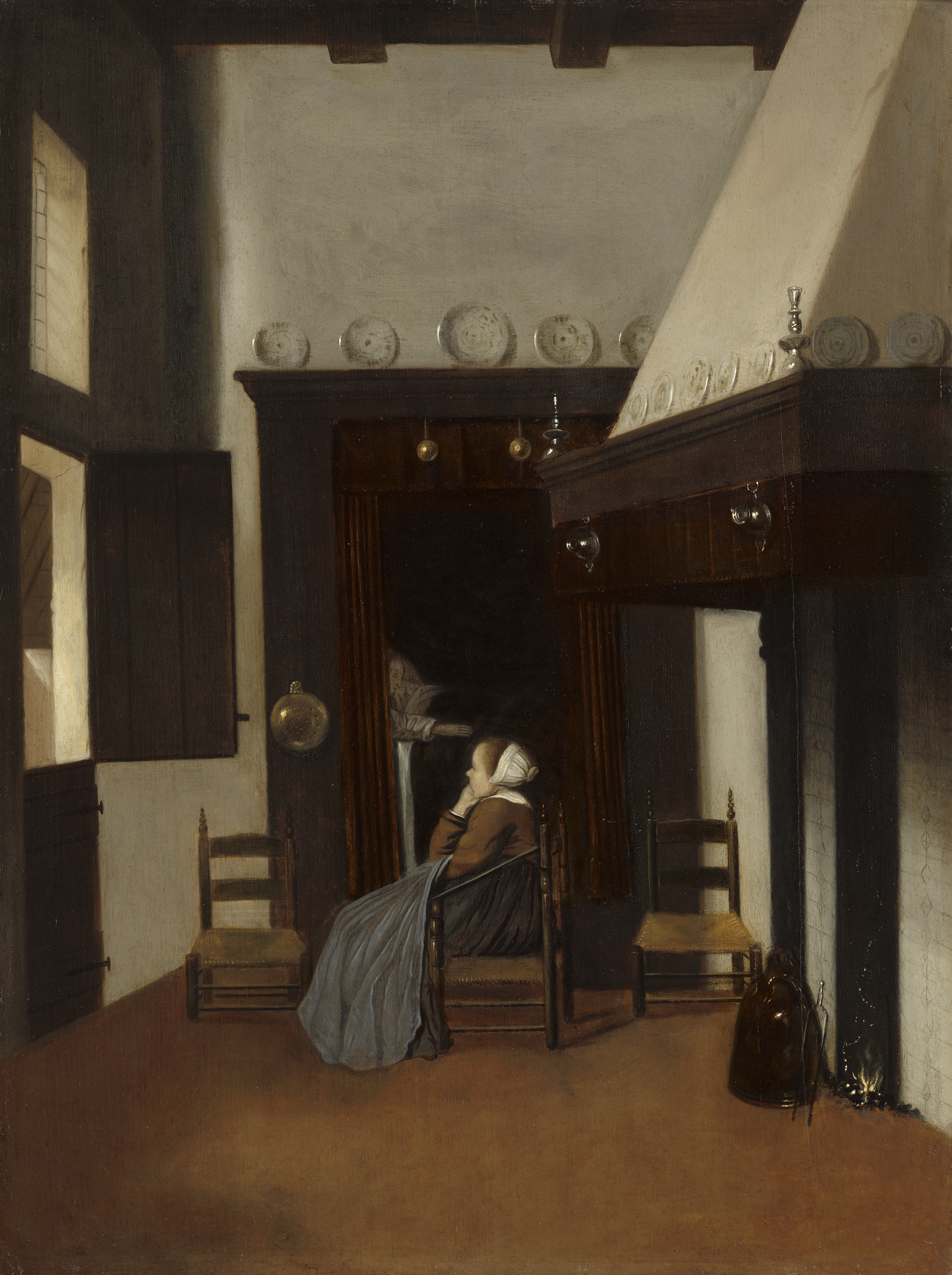
La enferma por Jacob Vrel muestra a una joven convaleciente en la cama cerrada, acompañada de otra sentada, la sirvienta que la asiste.